# Rinspeed Yello Talbo
Der Rinspeed Yello Talbo ist ein Konzeptfahrzeug des Schweizer Fahrzeugherstellers Rinspeed. Der Wagen wurde auf dem Genfer Auto-Salon 1996 vorgestellt und soll an den legendären Talbot-Lago 150 SS von 1938 erinnern.
Der Yello Talbo erhielt seinen Namen aufgrund einer Zusammenarbeit mit dem ebenfalls aus der Schweiz stammenden Musikduo Yello und ist auch deshalb in Pastellgelb lackiert. Unter der Haube des Wagens arbeitet ein Fünf-Liter-V8-Motor mit 320 PS, der das Fahrzeug in 5,5 Sekunden auf 100 km/h beschleunigt und eine Höchstgeschwindigkeit von 250 km/h ermöglicht.